# Mayade

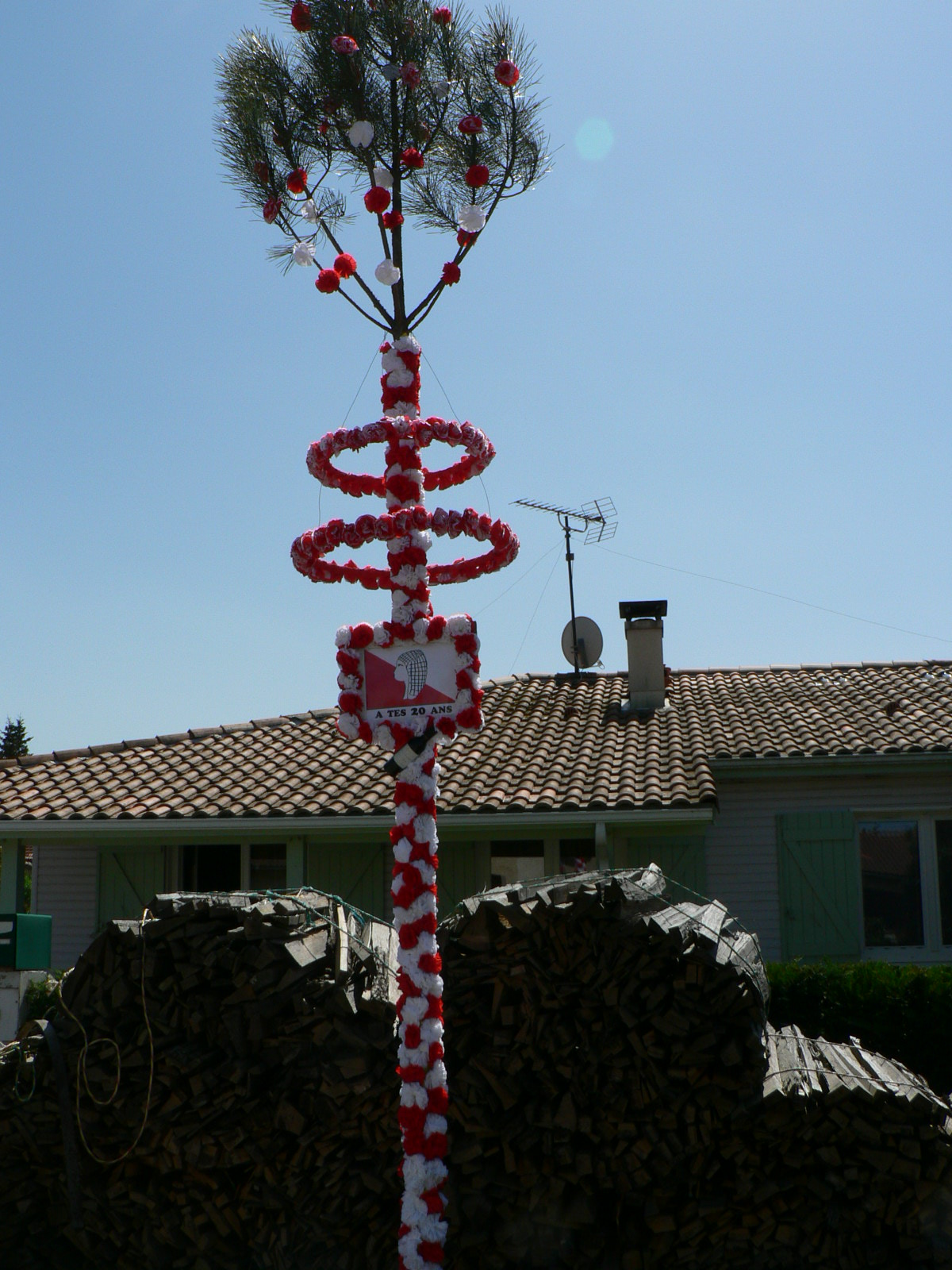
Mai en Gascogne.

Une mayade ou maïade est le nom local d'une fête du Sud-Ouest de la France et plus spécifiquement des Landes de Gascogne. 
La pratique de la mayade est inscrite à l'Inventaire du patrimoine culturel immatériel en France.

## Présentation

### Les mayés
Un "mayé" (du gascon maièr) était une sorte de commissaire des fêtes désigné pour organiser, régler la mayade.

Les mayés sont les jeunes du village qui organisent la mayade. Ce sont ceux qui ont 18 ou 19 ans dans l'année selon les villages. Ils sont aidés par les sur-mayés qui ont un an de plus et par les sous-mayés qui ont un an de moins. Ils choisissent un parrain et une marraine parmi les adultes du village afin de les aider matériellement. Les mayés se retrouvent régulièrement pour préparer le bal. L'argent récolté leur sert à organiser des activités. Un mai est planté chez le parrain, un chez la marraine, un chez le maire ainsi qu'un, au centre du village.

### Le «mai»
La tradition de la mayade fait partie des coutumes dédiées à la convivialité. Le premier mai, il est ainsi d'usage d'orner une maison de proches (amis, voisins, jeunes mariés, élus), d'arbres fleuris. La tradition de l'hommage s'est étendu à tous ceux qu'une communauté souhaite honorer. Le « mai » (pin maritime décoré), reste une œuvre unique, préparé en toute discrétion de celui à qui il est destiné. Planté dans la nuit du 30 avril au premier mai, il sera l'occasion d'un repas convivial.

### Le bal
Cette fête est généralement organisée au début du mois de mai, d´où son nom, par les jeunes des villages, qui passent dans chaque maison pour récolter de l'argent et ainsi organiser un bal, dont l'entrée est généralement payante. Le bal est ouvert à tous, à partir de 14 ou 16 ans.

## Mayades en Aquitaine
Plusieurs villages landais organisent des mayades, parmi lesquels on peut citer pour exemple : Angresse,Labenne et Soustons et Tosse en 2025. 
Dans les Pyrénées-Atlantiques, le village de Malaussanne, ainsi que d'autres villages, organisent des mayades, en général vers la mi-juin.
Cette tradition était autrefois présente dans l'ensemble de la Gascogne on la retrouve encore parfois, dans le Gers, Les Hautes-Pyrénées, le Lot-et-Garonne...
Les 6 mayades suivantes sont inscrites à l'Inventaire du patrimoine culturel immatériel en France :

### Mayade de Clermont
La mayade de Clermont, dans les Landes, est organisée par le comité des fêtes et célébrée par les jeunes de la classe, les mayés, chargés d’ériger des pins décorés en l’honneur de personnes désignées par le thème choisi annuellement (nouveaux habitants, personnes publiques…). Le choix des arbres à couper se fait en collaboration avec l'Office national des forêts. Les mais, décorés de fleurs en papier, sont plantés dans le courant du mois de mai. Il s’ensuit un repas qui rassemble les mayés et la communauté villageoise. 

### Mayade de Donzacq
La mayade de Donzacq, dans le département des Landes a été réhabilitée en 1997 après près de 30 ans d’interruption. C’est l’association Club taurin donzacquois qui se charge de son organisation, à savoir de l’érection d’un pin décoré par un drapeau tricolore et érigé en l’honneur d’une personne du village, ainsi que de la préparation du repas et du bal donnés ce jour. La mayade de Donzacq se déroule le dimanche le plus proche du 1er mai et le mai reste debout le mois de mai durant.  

### Mayade de Narrosse
À Narrosse, dans les Landes, un jeune pin est planté et décoré en l’honneur des élus de la commune lors d’une mayade organisée par le comité des fêtes et se déroulant généralement le week-end le plus proche du 1er mai. La « plantation » du mai se déroule à 19h30 et est suivie d’un vin d’honneur et d’un repas.  

### Mayade de Saint-Jean-de-Marsacq
Les mayades de Saint-Jean-de-Marsacq représentent une pratique déjà ancienne. Le principe est que les jeunes de la classe (18 ans), soutenus par les aides-mayés, d’un an leurs cadets, érigent et décorent de jeunes pins en l’honneur d’une personne ou d’un groupe d’individus de la commune. Dans la nuit du 30 avril au 1er mai, ils dressent leur mai au centre du village, en déposent parfois un devant les maisons de leurs parrains et marraines préalablement choisis, et passent parfois la nuit au pied du mai central afin qu’il ne soit pas abattu par les mayés des villages concurrents. Dans le courant du mois de mai, les mayés organisent « le bal des mayades » où ils invitent leurs parrains et marraines grâce à l’argent récolté durant le mois de mars auprès des habitants du village en échange d’un bouquet de fleurs. 

### Mayade de Saint-Vincent-de-Tyrosse
La mayade de Saint-Vincent-de-Tyrosse est l’une des plus importantes dans les Landes. Elle se déroule le 30 avril ou le 1er mai. La classe des 19 ans se charge d’ériger de jeunes pins décorés et d’organiser un repas et un bal. La mayade rythme en fait tout le début de l’année. En décembre ou janvier, les états-civils des jeunes de 19 ans sont récupérés par un parrain ou une marraine, qui les convoque afin de former la classe. Ils choisissent également leur parrain et marraine qui financeront les mayés. 
En février, la classe organise une quête dans le village pour financer son repas et le bal. Quand vient le mois de mai, les pins offerts par la municipalité sont décorés de fleurs et de 5 couronnes représentant les 5 Républiques françaises.  Lors de la mayade accueillant de nombreux spectateurs, un pin est dressé sur la place principale de la commune, et d’autres pins sont déposés devant les portes de parrains et marraines pour les remercier de leur soutien. Un repas est ensuite organisé pour les mayés et leurs parrains/marraines, suivi d’un bal.

### Mayade de Saubion
La mayade de Saubion occupe également une partie de l’année. En décembre ou janvier, les mayés (classe des 19 ans), les sous-mayés (18 ans) et les sur-mayés (20 ans) sont réunis. Ils choisissent leur parrain et marraine qui les aideront à financer la fête. En février, les mayés font le tour les habitations pour récolter un peu d’argent, notamment pour l’achat des pins. Le soir du 30 avril, les mais sont plantés et décorés avec 5 couronnes représentant les 5 Républiques françaises, des fleurs de papier, une pancarte indiquant les personnes honorées et une tresse de sapinette qui entoure le pin. Ce dernier est également cerné de fil barbelé sur 2 à 2,50 mètres de haut afin qu’il ne soit pas coupé pendant la nuit par les mayés voisins, ce qui provoquerait le déshonneur du village. Si le coupeur de mai se fait prendre, il recevra une amende, qui peut se traduire par le règlement des frais liés au bal. Le repas et le bal ont lieu dans les semaines qui suivent. Les parrains et marraines sont tenus de payer le repas à leurs filleuls et filleules.